# Louis LaRasso
Louis „Fat Lou“ LaRasso (* 1926; † 1991) war ein italo-amerikanischer Mobster der US-amerikanischen Cosa Nostra und über zwei Jahrzehnte offizieller Underboss der DeCavalcante-Familie, die von ihrem Hauptsitz in Elizabeth (New Jersey) aus agiert.

## Aufstieg
Unter dem Regime von Familienoberhaupt Filippo Amari wurde LaRasso Mitte der 1950er Jahre zum Caporegime der Elizabeth fraction der Familie befördert.
LaRasso nahm 1957 zusammen mit Underboss Nicholas „Nick“ Delmore (geb. Amoruso) und dem Capo Francesco „Frank“ Majuri (Newark fraction) an dem berühmten Apalachin-Meeting teil. Da es mehrere Fraktionen gab, die sich gegeneinander verschworen und versuchten die Kontrolle zu übernehmen, zog Amari sich während er noch verantwortlich war, nach Sizilien zurück und wurde bei dem Treffen somit von Delmore vertreten. Delmore selbst wurde offizieller Boss, Majuri zum neuen Consigliere und LaRasso zum neuen Underboss befördert.
Delmore leitete von nun an die Organisation, bis er in den frühen 1960er krank wurde und sich die rebellischen Zeiten von New Jersey dem Ende neigten. Er starb im Jahr 1964 und sein Neffe Sam DeCavalcante wurde neuer Chef der von nun an als offiziell als eigenständig anerkannten „DeCavalcante-Familie“.
Im Jahr 1969 wurden DeCavalcante und LaRasso wegen illegalen Glücksspiel-Operationen angeklagt und verurteilt. LaRasso wurden zu 5 Jahren Haft verurteilt.

## Ein Gefallen für Carlo Gambino
Im Jahr 1965, noch bevor LaRasso ins Gefängnis ging, bat Carlo Gambino – der mächtige Boss Gambino-Familie aus New York City – DeCavalcante um eine Gefälligkeit. Dabei handelte es sich darum, einen assoziierten Gangster der Genovese-Familie und Partner im Müllentsorgungsgeschäft namens Joseph „Joey Surprise“ Feola zu beseitigen, da dieser unzuverlässig geworden war. Laut Jerry Capeci, wurde Feola von LaRasso zu einer Garage gelockt, erdrosselt, in einem Leinenbeutel verpackt und vergraben. LaRasso bestätigte dies später dem Gambino-Capo James „Jimmy Brown“ Failla.

## Nacht der Haftentlassung
Mitte der 1970er Jahre, als DeCavalcante aus dem Gefängnis entlassen wurde, zog er sich teilweise aus dem Familiengeschäft zurück, ging nach Florida und ernannte Giovanni Riggi zum amtierenden Boss. Während dieser Zeit verlor LaRasso zusehends an Macht und Riggi beförderte Girolamo „Jimmy“ Palermo im Jahr 1978 zum amtierenden Underboss. Dies sollte er auch bleiben bis LaRasso entweder sterben oder offiziell zurücktreten würde. DeCavalcante selbst, trat offiziell im Jahr 1982 zurück und überließ Riggi die alleinige Führung als Oberhaupt.
Im Jahr 1989 wurde Giacomo „Jake“ Amari zum neuen amtierenden Underboss befördert, da Riggi und Palermo zusammen mit einigen anderen Mitarbeitern wegen Gewerkschaftskorruption und Erpressung, vor Gericht gestellt wurden. Ein Jahr später wurde Riggi zu 15 Jahren Haft verurteilt, während Palermo zu seinen Vorwürfen freigesprochen wurde. Riggi ernannte John D’Amato daraufhin zum amtierenden Boss der Familie.

## Seine Ermordung
Es war um diese Zeit, als das Verhältnis zwischen D’Amato und LaRasso ins Wanken geraten sein soll. Im Sommer 1991 wurde Louis LaRasso als vermisst gemeldet, nachdem ihn an seinem 65. Geburtstag niemand zu Gesicht bekam. Berichten zufolge fürchtete D’Amato LaRasso als Rivalen und dachte, dass er dem Capo Charles Majuri – dem Sohn von Frank Majuri – folgen würde bei dem Versuch, die Leitung der DeCavalcante-Familie zu übernehmen. Seine Leiche wurde nie gefunden. Giacomo Amari übernahm fortan offiziell dessen Amt und leitete alle Arbeiter- und Bauoperationen.
Am 2. Dezember 1999 verhaftete das FBI Vincent Palermo (nicht verwandt mit Girolamo) und etwa 30 weitere Mitglieder und einige Assoziierte der Familie. Palermo realisierte, eventuell den Rest seines Lebens hinter Gittern zu verbringen und entschied sich dazu, mit dem FBI im Gegenzug für eine mildere Strafe zu kooperieren. Er gestand unter anderem die Tötung von LaRasso.